# Xylopia sahafariensis
Xylopia sahafariensis är en kirimojaväxtart som beskrevs av Alberto Judice Leote Cavaco och Monique Keraudren. Xylopia sahafariensis ingår i släktet Xylopia och familjen kirimojaväxter. Inga underarter finns listade i Catalogue of Life.